# Blauer See (Dornbirn)
Der Blaue See ist ein Hochgebirgssee im äußersten Südosten des Gemeindegebiets der Stadt Dornbirn im österreichischen Bundesland Vorarlberg. Er liegt im Flurstück Blauseeli als subalpiner Felsbeckensee am Fuße des Portlahorns auf einer Höhe von etwa 1924 m ü. A. Unterhalb des Sees liegt die Sünser Alpe. Die Fläche des Sees verändert sich je nach Niederschlag und misst im Durchschnitt etwa 800 m². Der See liegt nur 15 Meter westlich der Gemeindegrenze zu Damüls, die teilweise über die begrenzende Bergkette führt.
Der Biotopkomplex (siehe Biotopinventar Vorarlberg) in der Umgebung der Sünser Alpe (Biotop 30153) mit über 25 Hektar besteht aus zahlreichen verstreuten Feuchtbiotopen und besitzt als Quellgebiet des Mellenbaches große Schutzwürdigkeit.